# Max De Vries
Laurens Louis Justin (Max) De Vries (Wellen, 8 januari 1914 – aldaar, 9 oktober 2014) was een Belgisch communist en verzetsman.

## Levensloop
In de jaren dertig raakte De Vries als student in Leuven betrokken bij de activiteiten van de Kommunistische Partij van België. Bij het begin van de Tweede Wereldoorlog werd hij gemobiliseerd voor het leger. Later werd hij actief in het verzet in Limburg. Hij richtte in 1940 in Wellen de eerste actieve verzetsorganisatie "Verzameling" op. In 1941 is "Verzameling" toegetreden tot het Onafhankelijkheidsfront en tot haar gewapende arm, het Belgisch leger der partizanen. Aan het einde van de oorlog was hij adjunct van de Limburgse commandant van de Partizanen.
Na de terugtrekking van de Duitsers uit Tongeren op 9 september 1944 en vóór het binnenkomen van de geallieerden, liet zijn brigade op de binnenkoer van de Tongerse gevangenis vijf VNV'ers executeren. De Vries zou later benadrukken dat de vergelding tegen collaborateurs altijd de hoofdverantwoordelijken betrof. Het bewijs hiervan werd geleverd op 9 september 1944 in Tongeren. De vijf VNV'ers, namelijk de arrondissementscommissaris Van Geel, de stadssecretaris Frisson, de commandant van de Zwarte Brigade Paul Romsée, de politiecommissaris, en de apotheker/schepen Vanderyst, waren niet de kleine garnalen maar de hoogsten in graad die die dag in Tongeren aanwezig waren. De hoogsten in rang waren met de Duitsers op de vlucht. "Ik ben een rebel en ik schuw geen geweld", is De Vries blijven zeggen.
Vanaf 1946 verzorgde De Vries de Nederlandstalige uitzendingen van de Franse radio. In Parijs werd hij ook lid van de Franse Communistische Partij (PCF), die toen deel uitmaakte van de Franse regering. In 2012, op 98-jarige leeftijd, was De Vries nog kandidaat voor de Limburgse provincieraad voor de Partij van de Arbeid van België. In 2014 was hij ondanks zijn hoge leeftijd nog steeds kandidaat; ditmaal als elfde opvolger voor het Vlaams Parlement.
- Gemeinsame Normdatei: 1021249882
- International Standard Name Identifier: 0000 0003 6798 6794
- Library of Congress Control Number: n2012016606
- Istituto Centrale per il Catalogo Unico: VEAV517594
- Virtual International Authority File: 233542130
- WorldCat: E39PBJpyp6xyYJYkHp7vPWfDv3